# Catharus guttatus
Catharus guttatus là một loài chim trong họ Turdidae.

## Hình ảnh

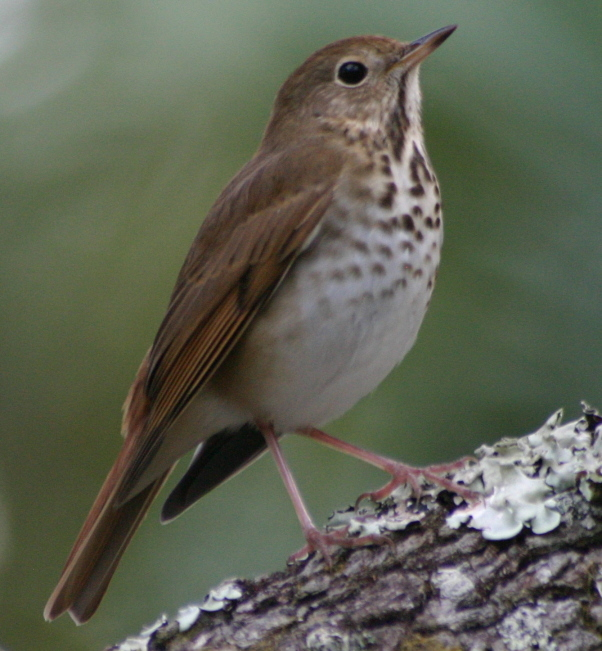
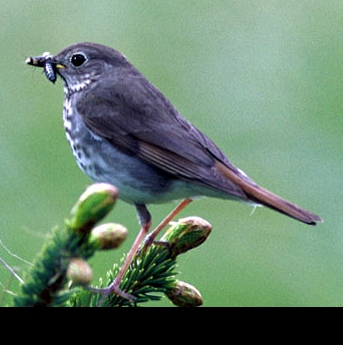
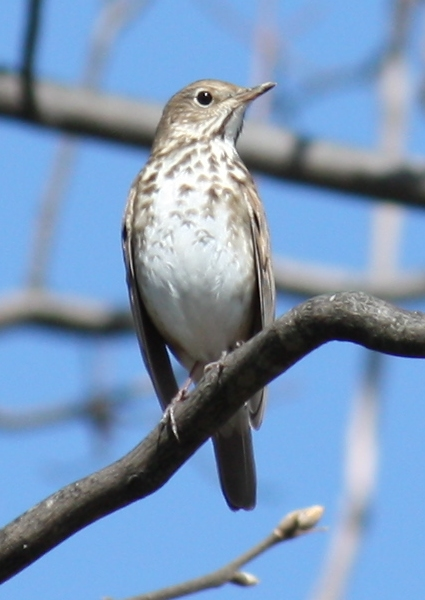
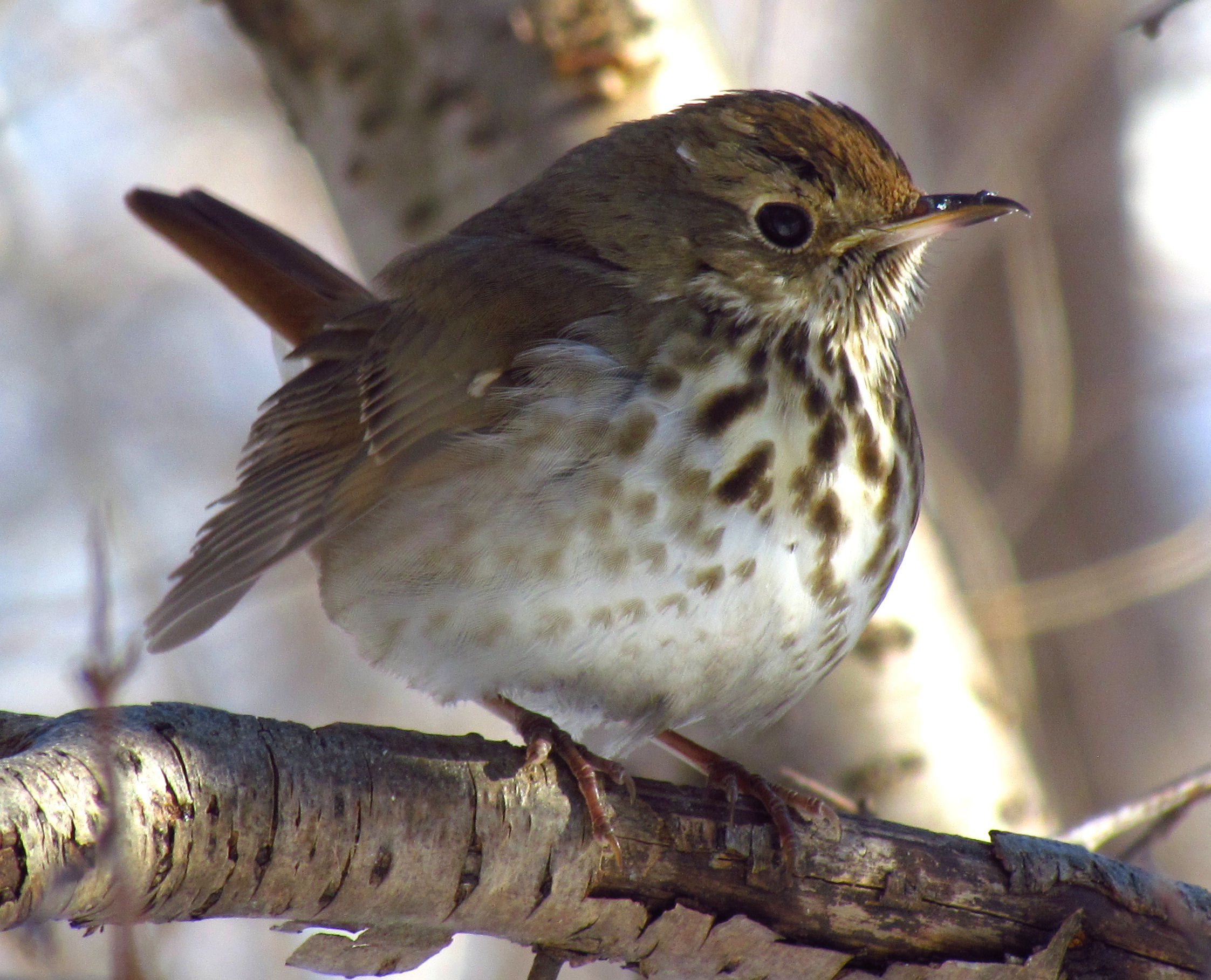